# Tours FC
Tours Football Club – francuski klub piłkarski z siedzibą w mieście Tours.

## Sukcesy
- mistrz Ligue 2: 1984
- wicemistrz Championnat National: 2006
- występy w Ligue 1 1980: – 1983, 1984 – 1985
- półfinalista Coupe de France: 1982, 1983
- mistrz DH Ligue du Centre: 1923, 1924, 1925, 1926, 1927, 1928, 1930, 1932, 1949, 1952, 1960, 1965, 1968, 1973

## Historia
Klub założony został w 1919 pod nazwą AS Dock du Centre, która została zmieniona na AS du Centre 1921. W 1951 roku Docks du Centre wycofało się z klubu, który zmienił nazwę na FC Tours. Drużyna odnosiła sukcesy dzięki Alfredowi Astonowi.
Drużyna uzyskała awans do Ligue 1 w 1980. Po sezonie 1982/83 FC Tours spadło do Ligue 2, zajmując 18. miejsce. Zespół dwa razy dostawał się do półfinałów Coupe de France, w 1982 i 83, dwa razy będąc eliminowanym przez Paris SG. W 1984 drużyna zdobyła tytuł mistrza Ligue 2 i wróciła do Ligue 1 ale po roku została ponownie zdegradowana, zajmując przedostatnie, 19. miejsce.
Od 1985, Tours nie wróciła do Ligue 1.
Klub spadł z Ligue 2 w 1993, kończąc sezon na ostatnim miejscu. W roku 2007 Albert Falette, który trenował FC Tours przez osiem lat został zwolniony. Po sezonie klub sprzedał lub zwolnił prawie wszystkich swoich zawodników, w tym kapitana Davida Fleurival. Klub zatrzymał bramkarza Armanda Raimbaulta i młody talent – Rudy’ego Wendlinga.

## Stadion
Klub gra na Stade de la Vallée du Cher od 1978. W 1979 mógł pomieścić 22000 ludzi, ale teraz jego pojemność wynosi 13500 ludzi. Stadion zbudowano dzięki byłemu burmistrzowi Jeanowi Royerowi. Chciał on zapewnić klubowi przyzwoite warunki. Wcześniej Tours FC rozgrywało spotkania na Stade de Grammont.

## Herb
Herb klubu jest wzorowany na herbie miasta z trzema wieżami i trzema lilijkami. Herb zawiera motto klubu - „Turonorum civitas libera”.

## Kibice
We Francji, Tours nie jest miastem lubianym przez kibiców z powodu braku większych tradycji piłkarskich. Co więcej, kibice byli rozczarowani słabymi wynikami klubu. Awans do Ligue 2 wytworzyło więcej zainteresowania zespołem i frekwencja na meczach stopniowo się powiększa.
Istnieją trzy grupy kibiców:
- Amicale des supporters
- Kop 37
- Supras Tours

## Skład na sezon 2017/2018
Stan na: 4 września 2017 r.
| Nr | Poz. | Piłkarz                                           |
| -- | ---- | ------------------------------------------------- |
| 1  | BR   | Axel Kacou                                        |
| 3  | PO   | Cyriaque Louvion                                  |
| 4  | OB   | Rodéric Filippi                                   |
| 5  | OB   | Thibaut Cillard                                   |
| 6  | PO   | Daniel Mancini (wypożyczony z Girondins Bordeaux) |
| 7  | PO   | Haris Belkebla                                    |
| 8  | PO   | Gauthier Hein (wypożyczony z FC Metz)             |
| 9  | NA   | Sacha Clémence                                    |
| 10 | NA   | Ibrahima Tandia                                   |
| 11 | PO   | Romain Bayard                                     |
| 12 | OB   | Florian Miguel                                    |
| 15 | NA   | John Tshibumbu                                    |
| 17 | NA   | Mayron De Almeida                                 |
| 18 | NA   | Djamel Bakar                                      |
| 19 | NA   | Bryan Bergougnoux                                 |

| Nr | Poz. | Piłkarz              |
| -- | ---- | -------------------- |
| 20 | OB   | Baptiste Etcheverria |
| 21 | NA   | Cheick Diarra        |
| 22 | PO   | Rayan Raveloson      |
| 23 | OB   | Ange Nanizayamo      |
| 24 | OB   | Jonathan Gradit      |
| 25 | OB   | Ibrahim Cissé        |
| 26 | OB   | Daouda Konaté        |
| 27 | NA   | Hameur Bouazza       |
| 28 | PO   | Florian Makhedjouf   |
| 29 | NA   | Maki Tall            |
| 30 | BR   | Grégoire Coudert     |
| -- | OB   | Aniss El Hriti       |
| -- | OB   | Sambou Sissoko       |
| -- | NA   | Jordan Popineau      |

## Trenerzy
- Yvon Jublot:1969 – 1976
- Pierre Phelippon:1976 – 1981
- Hennie Hollink:1981 – 1983
- Guy Briet: 1983 – marzec 1985
- Serge Besnard: marzec 1985 – 1986
- Yvon Jublot: 1986 – 1988
- Jean Sérafin: 1988 – 1992
- Raymond Kéruzoré: 1992 – 1993
- Philippe Leroux: 1993 – 1995
- Christian Letard: 1995 – marzec 1999
- Albert Falette: marzec 1999 – 2007
- Philippe Bizeul: 2007
- Daniel Sanchez: 2007 – 2011
- Peter Zeidler: 2011 – 2012
- Bernard Blaquart: 2012 – obecnie